# Chronologie de l'Afrique

## Préhistoire
- Il y a 300 000 ans environ : origine africaine d'Homo sapiens[1]
- Il y a 200 000 ans environ : migration des Homo sapiens hors d'Afrique (selon la théorie de l'origine africaine de l'homme moderne[2],[3])
- env. 25 000 à 10 000 ans AP : culture ibéromaurusienne (Maghreb)
- env. 8000 à 3900 av. J.-C. : Sahara vert (le Sahara est une savane arboré)
- env. 7500 à 4000 av. J.-C. : culture caspienne (Maghreb)
- vers 6000 av. J.-C. : domestication du millet perle au nord du fleuve Sénégal[4]
- vers 5000 av. J.-C. : domestication du sorgho à l'Est du lac Tchad[5]
- env. 4500 à 2500 av. J.-C. : culture de Nabta Playa (Haute Égypte)
- de 3900 av. J.-C. à 700 av. J.-C. : désertification progressive du Sahara et migration de peuples du centre de l'Afrique du Nord vers la vallée du Nil et le delta intérieur du Niger.
- vers 3000 av. J.-C. : développements de la riziculture (Baga-malé) dans le delta intérieur du Niger[6]
- vers 3150 av. J.-C., période thinite en Égypte

## de3200av. J.-C.à500apr. J.-C.
- entre 3250 av. J.-C. et 3200 av. J.-C., premiers hiéroglyphe (Égypte)
- vers 2700 av. J.-C., début de l'Ancien Empire égyptien
- vers 2500 av. J.-C., formation du royaume de Koush (Soudan)
- env. 1500 av. à 300 J.-C. : expansion bantoue (de la région Nigeria/Cameroun jusqu'à l'Afrique australe)
- 1500 av. J.-C. : civilisation de Nok (centre du Nigeria actuel)
- vers 1100 av. J.-C. : fondation d'Utique (actuelle Tunis)
- vers 814 av. J.-C. : fondation de Carthage (actuelle Tunis) par les Phéniciens
- vers 750 av. J.-C. : émergence du travail du fer en Afrique subsaharienne
- vers 600 av. J.-C. : périple des marins de Néchao autour de l'Afrique, rapporté par Hérodote
- vers 300 av. J.-C. : fondation du royaumes du Ouagadous (futur empire du Ghana)
- 332 av. J.-C. : conquête de l'Égypte par Alexandre le Grand
- IIe et IIIe siècles av. J.-C. : guerres puniques (entre Rome et la civilisation carthaginoise, dont le royaume de Numidie)
- 146 av. J.-C. : destruction de Carthage
- 30 av. J.-C. : annexion de l'Égypte par l'Empire romain
- 27 av. J.-C. : l'Afrique du Nord devient une province romaine
- IIe et IIIe siècles : expansion du christianisme en Afrique du Nord
- 429 apr. J.-C. : arrivée des Vandales en Afrique par le détroit de Gibraltar
- 439 apr. J.-C. : les Vandales s'emparent de Carthage. Fondation du royaume vandale d'Afrique

## de l'an 500 à l'an 1000
- 533 : les armées byzantines battent les Vandales et prennent Carthage
- fin du VIIe siècle, début VIIIe siècle : conquête de l'Afrique du nord par les guerriers arabo-musulmans
- 661 : Afrique du nord, début du règne de la dynastie des Omeyyades
- 670 : Afrique du nord, Kairouan est fondée par Oqba Ibn Nafi Al Fihri.
- 697 : Afrique du nord, les Arabes conquièrent Carthage et mettent fin à l'exarchat byzantin.
- 750 : Afrique du nord, fin du règne de la dynastie des Omeyyades et début du règne de la dynastie des Abbassides
- VIIIe siècle : essor du royaume du Ghana
- 800 : Afrique du nord, début du règne de la dynastie des Aghlabides
- 876 : Afrique du nord, fondation de Raqqada
- 909 : Afrique du nord, fin du règne de la dynastie des Aghlabides
- 910 : Afrique du nord, arrivée de Ubayd Allah al-Mahdi à Kairouan et propagation du chiisme au Maghreb.
- 916 - 921 : Afrique du nord, fondation de Mahdia
- 946 - 969 : Afrique du nord, les Fatimides unifient le Maghreb.
- 973 : Afrique du nord, départ des Fatimides pour Le Caire et début du règne de la dynastie des Zirides

## de l'an 1000 à l'an 1400

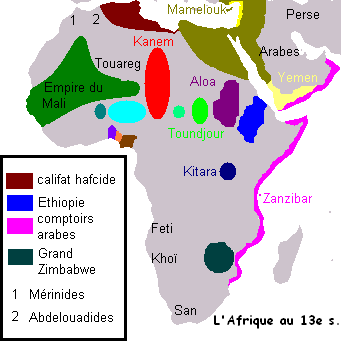
Afrique au XIII

- 1050 - 1052 : arrivée des Hilaliens en Afrique du nord
- XIe siècle : expansion de l'Émirat Almoravide, jusqu'en Espagne et à l'empire du Ghana
- XIIe siècle : unification de l'Éthiopie
- 1230 – 1545 : empire du Mali
- 1255 : mort de Soundiata Keïta (fondateur de l'empire du Mali)
- 1270 : meneur de la huitième croisade, le roi Louis IX de France débarque à Carthage. Il meurt le 25 août de dysenterie durant le siège de Tunis.

## de l'an 1400 à l'an 1800
- début du XVe siècle : essor de l'empire songhaï
- 1415 : prise de Ceuta par les Portugais
- 1435 : Tombouctou conquise par les Touaregs
- milieu du XVe siècle : début de la traite négrière par les Européens
- 1482 : Fondation de Saint-Georges-de-la-Mine (actuel Ghana) par les Portugais
- 1484 : fondation du royaume Mossi de Ouagadougou
- 1488 : Bartolomeu Dias double le cap de Bonne-Espérance
- 1534 : Khayr ad-Din Barberousse, corsaire ottoman, prend Bizerte, La Goulette et Tunis aux Hafsides. La Tunisie est déclarée territoire turc
- 1535 : Charles Quint chasse Khayr ad-Din Barberousse de Tunis. La Tunisie passe sous domination espagnole
- 1574 : Sinan Pacha reprend Tunis aux Espagnols. La Tunisie est annexée à l'Empire ottoman et devient un pachalik
- 1652 : Le Cap, fondée par les Hollandais
- 1670 : le roi Alkémy envoie une ambassade à Louis XIV
- Expansion de l'Empire ottoman en Afrique du Nord
- Commerce triangulaire
- Entre 1803 et 1866 : abolitions progressives de traités atlantiques par les  États occidentaux[7]
- 1794 : la Convention vote l'interdiction de l'esclavage, rétabli en 1802 par Bonaparte

## XIXesiècle
- 1822 : fondation du Liberia
- 1830 : débarquement de troupes françaises à Alger, marquant le début de la colonisation de l'Algérie
- 1833 : abolition de l'esclavage dans les colonies britanniques (voir William Wilberforce)
- 1835-1841 : Grand Trek des Boers.
- 1847 : indépendance du Libéria.
- 1848 : seconde abolition de l'esclavage dans les colonies françaises (voir Victor Schœlcher)
- années 1850-1860 : conquête de la vallée du fleuve Sénégal par les Français
- 1855-1885 : Empire wassoulou, fondé par Samory Touré
- 1881 : institution du protectorat français de Tunisie
- 1884 : troupes allemandes au Togo et au Cameroun
- 1884-1885 : conférence de Berlin qui organise le partage de l'Afrique entre les puissances européennes
- 1896 : échec des Italiens dans la conquête de l'Éthiopie

## XXesiècle

L'Afrique coloniale en 1913 : la partition d'un continent.
Allemagne
Belgique
Espagne
France
Grande-Bretagne
Italie
Portugal
États indépendants

Ordre d'indépendance des pays Africains entre 1950 et 2011

- 1899-1902 : seconde guerre des Boers.
- 1910 : indépendance de l'Afrique du Sud.
- 1914-1918 : l'Allemagne perd ses colonies.
- 1922 : indépendance de l'Égypte.
- 1935 : conquête de l'Éthiopie par l'armée italienne.
- 1937 : les syndicats sont autorisés dans les colonies françaises.
- août 1940 : création de l'Afrique française libre.
- 1941 : Kwame Nkrumah (Ghana) fonde le Convention People's Party.
- 1941 : Brazzaville capitale de la France Libre.
- février 1944 : conférence de Brazzaville (suppression du Code de l'indigénat).
- novembre 1944 : mutinerie de Thiaroye (Sénégal).
- 1945 : fondation de l'ONU ; membres africains : Égypte, Éthiopie, Liberia, Afrique du Sud.
- mars 1945 : création de la Ligue arabe au Caire.
- 1945 : soulèvement du Constantinois.
- 1946 : création du Rassemblement démocratique africain (fédération de partis politiques africains).
- 1948 : mise en place de l'apartheid en Afrique du Sud.
- 1951 : indépendance de la Libye.
- novembre 1954 : début de la guerre d'indépendance en Algérie.
- 1955 : conférence de Bandung (Mouvement des non-alignés).
- 1956 : indépendance du Soudan.
- 1956 : nationalisation du Canal de Suez ; indépendance du Maroc. et de la Tunisie.
- 1957 : indépendance du Ghana.
- 1958 : indépendance de la Guinée.
- 1960 : indépendance de la quasi-totalité des colonies françaises : Cameroun, Togo, Sénégal, Mali, Madagascar, Dahomey, Haute-Volta, Niger, Côte-d'Ivoire, Tchad, Republique centrafricaine, Congo, Gabon, Mauritanie.
- 1960 : indépendance de la Somalie.
- 1960 : indépendance de la république démocratique du Congo.
- 1960 : indépendance du Nigéria.
- 1961 : indépendance de la Tanzanie et de la Sierra Leone.
- Janvier 1961 : décès de Patrice Lumumba, Premier ministre de la république du Congo (qui devient la république démocratique du Congo en 1964) de juin à septembre 1960. Il est considéré en république démocratique du Congo comme le premier « héros national » du pays.
- Octobre 1961 : réunification du Cameroun.
- 1962 : indépendance de l'Algérie.
- 1962 : indépendance du Rwanda.
- 1962 : indépendance du Burundi.
- 1962 : indépendance de l'Ouganda.
- 1963 : indépendance du Kenya.
- 1963 : fondation de l'Organisation de l'unité africaine.
- 1964 : indépendance de la Zambie et du Malawi.
- 1965 : indépendance de la Gambie.
- 1965: coup d'état en Algérie par Houari Boumédiène mettant fin à l'exercice de Ahmed Ben Bella.
- 1966 : indépendance du Botswana et du Lesotho.
- 1967-1970 : guerre du Biafra.
- 1968 : indépendance du Swaziland.
- 1968 : indépendance de la Guinée équatoriale.
- 1970 : mise en eau du barrage d'Assouan.
- Septembre 1970 : décès de Gamal Abdel Nasser, second président de la république d'Égypte de 1956 à 1970.
- Avril 1972 : décès de Kwame Nkrumah indépendantiste et panafricaniste, qui dirigea le Ghana indépendant, d'abord comme Premier ministre de 1957 à 1960, puis en qualité de président de la république du Ghana de 1960 à 1966.
- avril - août 1972 : soulèvement et campagne de répression au Burundi, connus sous le nom d'Ikiza.
- 1974-1975 : indépendance de la Guinée-Bissau, de Sao Tomé-et-Principe, du Cap-Vert, de l'Angola et du Mozambique. Fin des colonies portugaises.
- Avril 1975 : décès de François Tombalbaye, premier président du Tchad de 1960 a 1975.
- juillet 1975 : Indépendance des Comores.
- 27 août 1975 : décès de Haïlé Sélassié Ier, empereur d'Éthiopie de 1930 a 1974.
- 1976 : indépendance des Seychelles.
- 1976 : indépendance du Sahara occidental.
- 4 décembre 1977 : Jean-Bedel Bokassa est sacré empereur de Republique centrafricaine.
- 1977 : indépendance de Djibouti.
- août 1978 : décès de Jomo Kenyatta, Militant indépendantiste, il est emprisonné de 1952 à 1961, et devient Premier ministre du Kenya de 1963 à 1964 puis président de la république du Kenya de 1964 à 1978.
- Décembre 1978, décès de Houari Boumédiène, président de la République algérienne.
- 1980 : indépendance du Zimbabwe.
- Octobre 1981 : assassinat de Anouar el-Sadate, président de la république arabe d'Égypte de 1970 à 1981, récipiendaire du prix Nobel de la paix en 1978, conjointement avec le Premier ministre israélien Menahem Begin pour son rôle dans les accords de Camp David.
- Mai 1983 : décès de Idris Ier, Il a été roi de Libye de 1951 a 1969.
- Septembre 1984 : décès de Ahmed Sékou Touré, père de l'indépendance Guinéenne et premier président de la Guinée de 1958 a 1984.
- 1984-1985 : famine dans le Sahel africain
- Octobre 1987 : décès de Thomas Sankara chef de l’État de la république de Haute-Volta rebaptisée Burkina Faso, de 1983 à 1987.
- 1989 : Frederik de Klerk devient président de l'Afrique du Sud.
- 1990 : indépendance de la Namibie
- 30 juin 1991 : fin de l'apartheid en Afrique du Sud
- 2 novembre 1991 : En Zambie, Kenneth Kaunda quitte le pouvoir après 27 ans de règne.
- 1993 : la guerre civile burundaise, est un conflit ethnique[8]  qui éclate au Burundi le 21 octobre 1993 à la suite d'un coup d'État contre Melchior Ndadaye. Comme la guerre civile et le génocide au Rwanda de 1994, il est marqué par l'opposition entre Hutus et Tutsis et s'étend au cours de la décennie dans les pays voisins (combats, camps d'entrainement, réfugiés…) Il se termine durant les années 2000, des violences sporadiques troublant néanmoins l'accord de paix de 2005.
- 1993 : sécession de l'Érythrée dirigée dès lors par Isaias Afwerki 1er président de l'État d'Érythrée.
- Juillet 1993 : Pour avoir pacifiquement mis fin à la politique d'apartheid et entamé des négociations politiques, Nelson Mandela et Frederik de Klerk, reçoivent conjointement le prix Nobel de la paix en 1993.
- Septembre 1993 : Décès de  Maurice Yaméogo, Il a été de 1959 à 1966, le premier président de la république de Haute-Volta, actuel Burkina Faso.
- 1994 : génocide au Rwanda
- 10 mai 1994 : Nelson Mandela est élu président d'Afrique du Sud.
- 1995 : l'Afrique du Sud remporte la Coupe du monde de rugby à XV 1995, et devient championne du monde pour la première fois.
- Novembre 1996 : décès de Jean-Bedel Bokassa, président de la République centrafricaine de 1966 à 1976 et empereur sous le nom de Bokassa Ier de 1976 à 1979.
- 1996-1997 : première guerre du Congo. conflit intervenu de fin 1996 à 1997.
- 1999 : Abdelaziz Bouteflika est élu président de la République algérienne.
- 1998-2003 : deuxième guerre du Congo, elle implique neuf pays africains et une trentaine de groupes armés, ce qui en fait la plus grande guerre entre États dans l'histoire de l'Afrique contemporaine. Elle est aussi surnommée la « grande guerre africaine » ou encore la « (première) guerre mondiale africaine »[9],[10],[11]. Elle est aussi nommée « deuxième guerre de libération nationale »[11].
- Septembre 1997 : décès de Mobutu Sese Seko président de la république démocratique du Congo de 1965 à 1997. Durant son règne, le Congo-Kinshasa fut rebaptisé Zaïre.
- Novembre 1997 : décès de Hastings Kamuzu Banda, a été le premier président de la république du Malawi, occupant cette fonction du 6 juillet 1966 au 24 mai 1994.
- Juillet 1999 : décès de Hassan II, roi du Maroc de 1961 a 1999.
- 1998-2000 : guerre entre l'Éthiopie et l'Érythrée.
- 2019: fin du pouvoir Bouteflika dont le cinquième mandat n'aboutit pas.

## XXIesiècle
- 2002 : l'OUA devient l'Union africaine.
- 2002-2003 : crise politico-militaire en Côte d'Ivoire.
- 2003 : début de la guerre civile au Darfour.
- 9 janvier 2005 : accord de paix final au Sud-Soudan
- janvier 2007 : septième édition du Forum social mondial à Nairobi (Kenya).
- 2008 : guerre djibouto-érythréenne.
- 2009 : insurrection de Boko Haram.
- 2010 : crise ivoirienne de 2010-2011.
- 2010 : révolution tunisienne de 2010-2011
- 2011 : révolution égyptienne de 2011.
- Mars 2011 : début de l'Intervention militaire de 2011 en Libye.
- Juillet 2011 : indépendance du Soudan du Sud, Salva Kiir devient le premier président du Soudan du Sud.
- Janvier 2012 : début de la guerre du Mali.
- Décembre 2012 : début de la deuxième guerre civile centrafricaine.
- 2013 : insurrection du RENAMO au Mozambique.
- Septembre 2013 : début de la troisième guerre civile centrafricaine.
- Décembre 2013 : début de la guerre civile sud-soudanaise.
- Mai 2014 : début de la deuxième guerre civile libyenne.
- 2015 : crise politique burundaise de 2015.
- 2016 : rébellion des Kamwina Nsap en république démocratique du Congo.
- 21 mars 2018 : la zone de libre-échange continentale est signée par 44 pays africains.
- 14 mai 2019 : l'assemblée générale de l’ONU a adopté une résolution le 22 mai 2019, commandant à la Grande-Bretagne de restituer l'archipel des Chagos à la république de Maurice dans les six mois[12], ce qui permettrait aux Chagossiens de retrouver leurs terres.
- 30 mai 2019 : entrée en fonction de la zone de libre-échange continentale.
- Mai 2020 : le Conseil des Ministres français valide un projet de loi visant à mettre fin au franc CFA en zone UEMOA[13],[14].
- Juin 2020 : fin de l'accord de Cotonou entre l'Union européenne et les États d'Afrique, Caraïbes et Pacifique (ACP) a été signé le 23 juin 2000 dans la capitale économique du Bénin, après l'expiration de la convention de Lomé. Conclu pour 20 ans, cet accord, révisé tous les 5 ans, réunit les 79 États du groupe ACP et les 28 pays de l'Union européenne, soit une population totale de plus de 700 millions de personnes[15].
- Août 2020 : coup d'État de 2020 au Mali, renversement militaire du gouvernement malien.
- Septembre 2020 : Bah N'Daw est nommé président de transition par intérim du Mali par le Comité national pour le salut de la junte militaire du peuple. Le chef du coup d'État, Assimi Goïta, est nommé vice-président du Mali[16].
- Octobre 2020 : un accord de paix historique entre le Soudan et les groupes rebelles met fin à 17 années de guerre[17].
- Novembre 2020 : déclenchement d'un conflit armé dans le Tigré entre le Front de libération du peuple du Tigray séparatiste et le gouvernement fédéral de l'Éthiopie.
- Novembre 2020 : déclenchement d'un conflit armé au Sahara Occidental entre le royaume du Maroc et le Polisario.
- Décembre 2020 : affrontements soudano-éthiopiens de 2020-2021.
- Décembre 2020 : Israël et le Maroc normalisent leurs relations diplomatiques tandis que les États-Unis reconnaissent la souveraineté du Maroc sur le Sahara occidental[18],[19].
- Janvier 2021 : la zone de libre-échange continentale africaine entre en vigueur.
- Janvier 2021 : élection présidentielle en Ouganda, La Commission électorale ougandaise déclare le président sortant Yoweri Museveni vainqueur de l'élection présidentielle, remportant environ 59% des voix, tandis que le chef de l'opposition Bobi Wine n'a obtenu que 35% des voix, selon la commission.
- Février 2021 : élection présidentielle au Niger, Un scrutin inédit dans l’histoire du pays, dans ce qui est considéré comme la première transition de pouvoir pacifique potentielle entre deux présidents élus, depuis l’indépendance de cette ancienne colonie française, en 1960. le président Mahamadou Issoufou ne se représentant pas après deux mandats, en accord avec la limite imposée par la constitution, Le candidat du parti au pouvoir, Mohamed Bazoum, a été élu lors du second tour de l’élection présidentielle, avec 55,75% des voix. Il devance l’opposant Mahamane Ousmane.
- Mars 2021 : manifestations de 2021 au Sénégal.
- Avril 2021 : élection présidentielle tchadienne de 2021, En aout 2020, Idriss Déby obtient d'être nommé Maréchal par l'assemblée après une offensive victorieuse en avril contre des djihadistes, il meurt le même mois au combat[20].
- Mai 2021 : au Mali, un Coup d'État démet le président de transition Bah N'Daw et le premier ministre de transition Moctar Ouane de leurs fonctions au profit du vice-président Assimi Goïta.
- Août 2021 : en Zambie, le scrutin présidentielle aboutit à une alternance avec victoire d'Hakainde Hichilema dès le premier tour sur le président sortant Edgar Lungu.
- Août 2022 : sommet Japon et Afrique.
- 2022 : sommet Russie-Afrique.
- Juillet 2024 : fondation de la Confédération des États du Sahel.
- 2025 : Restitution de l'Archipel des Chagos, à île Maurice, par la Grande-Bretagne[21].
- Juin 2025 : Commission mixte franco-malgache, chargée de statuer sur la restitution des îles Éparses à Madagascar[22].